# Rovenlamms naturreservat
Rovenlamms naturreservat är ett naturreservat i Orsa kommun i Dalarnas län.
Området är naturskyddat sedan 2019 och är 368 hektar stort. Reservatet ligger på platå ovanför Ämåns dalgång med enstaka bergstoppar. Reservatet består av myrmarker samt fuktiga granskogar och torrare tallskogar.